# Свобода слова (НТВ)
Свобо́да сло́ва — общественно-политическое ток-шоу, выходившее на НТВ в период с 14 сентября 2001 по 9 июля 2004 года. Авторами программы стали известный тележурналист Савик Шустер и давний сотрудник НТВ Мурат Куриев. Шустер стал ведущим программы. Пережило три телесезона (2001—2002, 2002—2003, 2003—2004). Девиз программы — «В этой программе свободу слова ограничивают только время и я — Савик Шустер». Программа выходила по пятницам в 19:35/19:40 сразу после вечернего выпуска информационной программы «Сегодня».

## История программы

### Предыстория
Появление программы в российском телеэфире следует связывать с 2001 годом: после смены собственника у телеканала НТВ на канал пришёл Савик Шустер с идеей своего общественно-политического ток-шоу «Свобода слова». Идея была реализована, Шустер стал ведущим, а руководителем стал другой автор программы, давний сотрудник НТВ Мурат Куриев. В сетке вещания канала «Свобода слова» заменило ток-шоу «Глас народа», ушедшее весной 2001 года на телеканал ТВ-6 вместе с командой Киселёва. Сам же Шустер избегал сравнений с «Гласом народа», утверждая, что его передача имеет ряд отличий от предшественников:
Мы хотим, чтобы «Свобода слова» была современной программой, которая не оглядывается так часто на прошлое, а скорее всматривается в будущее, а это подразумевает другой телевизионный язык общения, использование современных технологий.
Савик Шустер также утверждал, что «Глас народа» и «Свобода слова» — это две совершенно разные телепередачи. В другом интервью он говорил, что мог бы запустить свою передачу в эфире ОРТ, РТР или ТВ-6, но впоследствии остановился на НТВ.

### Формат
Первый выпуск программы вышел в эфир 14 сентября 2001 года. Он, как и несколько следующих, был посвящён проблеме мирового терроризма, ставшей особенно актуальной после серии терактов в США. В ток-шоу обсуждали самые актуальные темы общественно-политического характера. Приглашённые гости — российские общественные, культурные и политические деятели, отстаивающие различные позиции относительно обсуждаемой в студии темы. Зрители в студии программы также имеют право голоса. В первом сезоне высказаться по теме передачи в студии могли только 25 зрителей. Графики, на которых отображались колебания мнений зрителей, также отображались на телеэкране. С сентября 2002 года, после выхода программы из летнего отпуска, с помощью специализированных пультов своё отношение к высказываниям участников мог выразить каждый из 150 присутствующих зрителей (тест-группа). Помимо этого, высказаться по обсуждаемой теме представители народа могли и у свободного микрофона, установленного в заранее выбранной точке страны (центр Москвы или любого другого российского города). Модератором у свободного микрофона работает кто-либо из корреспондентов НТВ или же сотрудников передачи. По окончании программы демонстрировались титры с указанием съёмочной группы.
Другая отличительная особенность программы — наличие прямого эфира на Московский регион. Остальные зрители видели передачу в записи. Программа выходила в эфир из 11-й студии Останкино. Дизайн студии поменялся 13 сентября 2002 года, он был разработан фирмой «Сцена».
Осенью 2003 года новое руководство НТВ приняло решение показывать «Свободу слова» только в отложенной записи. Савик Шустер остался недоволен данным форматом, и к началу предвыборной агитации в ноябре 2003 года программу вернули обратно в прямой эфир. До этого момента программа вышла в эфир в записи только один раз — спустя неделю после трагедии «Норд-Оста».
Программа отличалась и нестандартным для тогдашнего российского телевидения подходом к проведению теледебатов — в отличие от государственных телеканалов они проходили в прямом эфире (осенью 2003 года «Первый канал» и телеканал «Россия» отказались от прямоэфирных дебатов в силу разных причин) и являлись интерактивными — телезрители могли голосовать за понравившиеся политические партии посредством телефонных звонков. Сам же ведущий программы говорил, что не считает возможным проводить предвыборные дебаты в записи, так как это противоречило идее и формату передачи. Для проведения теледебатов Шустер собирал в 11-й студии лидеров четырех партий и объединений, которые резко конфронтировали друг с другом, и делал ставку на известных политиков, умеющих ярко и, что немаловажно, остро говорить с экрана. На зрительских позициях находилась группа поддержки — представители блоков или партий, принимавших участие в передаче, доверенные лица. Прямой эфир дебатов в рамках программы шёл 2 раза в день: в 12:35 мск шла трансляция передачи на Дальний Восток, Сибирь и Урал, а в 19:35 те же самые участники снова собирались в студии, чтобы выступить перед зрителями уже для московского часового пояса. В таком же формате выпуски выходили в эфир и после выборов, вплоть до конца существования передачи. В 2004 году перед президентскими выборами телеканал НТВ отказался проводить дебаты в рамках «Свободы слова» ввиду отсутствия полноформатной борьбы между кандидатами.

### Закрытие
В июле 2004 года, после прихода на НТВ нового генерального директора Владимира Кулистикова, ток-шоу «Свобода слова» было закрыто вместе с другими рейтинговыми программами общественно-политического блока — «Личный вклад», «Красная стрела», затем ещё и «Страна и мир». На момент закрытия «Свобода слова» являлась одной из самых рейтинговых программ телеканала. Последний выпуск программы вышел в эфир 9 июля 2004 года и был посвящена банковскому кризису в России. Она закончилась нарезкой ярких эпизодов за всю историю существования программы.
Уже будучи закрытой, программа вошла в число финалистов премии в области телевидения ТЭФИ-2004. В сентябре 2004 года закрытая программа была отмечена бронзовым Орфеем в номинации «Ток-шоу».
Закрытие программы прокомментировал известный тележурналист и президент фонда «Академия российского телевидения» Владимир Познер:
«Снятие с эфира таких программ, как „Красная стрела“, „Свобода слова“, „Намедни“, — это безобразие. Они имели прекрасный рейтинг и были сделаны отличным образом на хорошем, а иногда блистательном профессиональном уровне».
За программу также заступилась Коммунистическая партия Российской Федерации. Представители партии отправили в Государственную Думу России письмо с предложением о возвращении передачи в эфир НТВ. Предложение было отклонено большинством депутатов. Тогдашний депутат Госдумы Алексей Митрофанов (ЛДПР) при этом расценил закрытие «Свободы слова» как «добивание осколков, остававшихся от старого НТВ».
Владимир Кулистиков же заявлял, что решение о закрытии программы было принято по причине того, что она «перестала быть объективным отражением споров, идущих в обществе», «в ней участвовали одни и те же лица», а также собирала максимальные рейтинги у зрителей старше 55 лет, а канал намерен омолаживать свою аудиторию. Однако, по данным TNS Gallup Media, «Свобода слова» являлась одной из самых популярных передач телеканала и занимала вторую строчку в пятёрке самых популярных проектов, шедших на НТВ в сезоне 2003/2004 годов. Примечательно, что за 4 года до «Свободы слова» Кулистиков, будучи заместителем генерального директора НТВ, также принимал решение о закрытии другой программы Шустера — футбольного ток-шоу «Третий тайм».
«Свобода слова» с Савиком Шустером будет возобновлена годом позже, в сентябре 2005 года, но уже на украинском телеканале ICTV.

## Оценки телепередачи
Телевизионный критик Юрий Богомолов отзывался о программе следующим образом:
«Свобода слова» Савика Шустера стала решительным шагом вперёд. Ну хотя бы по части непрогнозируемости споров и поднимаемой проблематики. Злободневность, собственно, и необходимо считать самым главным достижением программы. Если происходило в стране нечто чрезвычайное, то можно было со стопроцентной уверенностью предсказать, что оно станет предметом пятничного обсуждения в студии. Взрыв на стадионе в Грозном детонировал взрыв эмоций в студии «Свободы слова», болезненное поражение сборной в Португалии отозвалось разборкой меж политиками и спортивными экспертами.
Евгений Киселёв, чья программа «Глас народа» шла на НТВ в таймслоте «Свободы слова» в конце 1990-х, начале 2000-х годов, так рассказывал о программе Шустера:
Когда я вынужден был уйти с НТВ, Савик начал вести на канале программу «Свобода слова». Она заняла в эфире место ток-шоу «Глас народа», которую вели я и Светлана Сорокина с 1999 года. «Свобода слова» появилась на руинах «старого НТВ» (есть такой термин в российских телевизионных кругах). Однако это была одна из немногих программ на «новом НТВ», которая продолжала традиции «старого НТВ».

## Известные выпуски передачи
Несколько раз в программе происходили резонансные инциденты с участием Владимира Жириновского, являвшегося частым гостем передачи. Первый инцидент произошёл в эфире передачи от 14 июня 2002 года. Выпуск был посвящён неудачному выступлению российской футбольной сборной на Чемпионате мира 2002 года в Японии и Корее. Жириновский вступил в словесную перепалку с ведущим программы, но затем сел в зрительный зал и продолжил выкрикивать оттуда различные ругательства и слова. По утверждению Шустера в интервью Дмитрию Гордону, Шустер спровоцировал всю перепалку вопросом в адрес Жириновского «Зачем вы попёрлись в мужскую раздевалку?», который позже счёл некорректным по сути. Во время криков Жириновского отключили микрофон
21 ноября 2003 года, после записи предвыборных дебатов в рамках «Свободы слова» в студии произошла групповая драка, в которой принимали участие Жириновский, кандидат в депутаты от партии «Яблоко» Сергей Митрохин и экономист Михаил Делягин. Этот инцидент с Жириновским в эфир телеканала не пошёл. Впоследствии Жириновский принёс свои извинения руководству НТВ за спровоцированную драку в студии программы.
В дни захвата заложников в Театральном центре на Дубровке «Свобода слова» выходила вечером в ежедневном режиме. 25 октября 2002 года в прямом эфире НТВ прошёл специальный выпуск «Свободы слова», полностью посвящённый произошедшему. В программе принимали участие родственники погибших и пострадавших заложников. В ходе передачи они высказывали всё, что думали о действиях Владимира Путина и российских властей. Спустя несколько месяцев после этого выпуска Борис Йордан был уволен с поста генерального директора НТВ.
В сентябре и октябре 2003 года состоялись два выездных выпуска программы — «Свобода слова в Багдаде» и «Свобода слова в Минске». В первом случае программу снимали в центре иракского Багдада при непосредственном участии катарского телеканала «Аль-Джазира», во втором случае вместо 11-й студии Останкино программа снималась в Белоруссии. В передаче принимали участие президент Белоруссии Александр Лукашенко, а также Анатолий Чубайс, Отто Лацис, Николай Гончар, Сергей Пархоменко, Юлия Латынина. Для проведения съемок этой передачи НТВ выбрал студийные декорации ток-шоу «Выбор» телеканала ОНТ.
10 октября 2003 года вышел специальный выпуск программы, посвящённый 10-летнему юбилею НТВ. В рамках программы деятели российского телевидения, а также бывшие и нынешние сотрудники НТВ обсуждали тему «Состоялось ли в России Независимое ТелеВидение?». На зрительских позициях в студии находились как массовка из простых людей, так и некоторые тогдашние сотрудники НТВ.
7 декабря 2003 года в специальном выпуске программы обсуждали результаты выборов в Государственную Думу. Выпуск получил название «Свобода слова. Вечер трудного дня». Эфир продлился до глубокой ночи. Такой же эфир передачи пройдёт и 14 марта 2004 года, в день Выборов Президента России.
6 февраля 2004 года в передаче обсуждался произошедший утром того же дня взрыв в метро.
24 февраля 2004 года вышел специальный выпуск «Свободы слова», в котором обсуждалась отставка правительства России во главе с Михаилом Касьяновым.
Одна из последних передач была посвящена реформе льгот, на которую приглашались представители правительства, но никто из них в эфире программы так и не появился.